# Kuwaits herrlandslag i fotboll
Kuwaits herrlandslag i fotboll har funnits sedan man den 3 september 1961 i Marocko spelade 2-2 mot Libyen i panarabiska mästerskapet.
- VM i fotboll: 1982
- Olympiska spelen: 1980, 1992, 2000

- Asiatiska mästerskapet i fotboll: 
  - Segrare: 1980
  - Finalist: 1976